# 탑상화산
탑상화산(塔狀火山)은 마그마가 땅속에서 굳어진 채로 밀려나와 생긴 화산이다. 이 화산은 지구상에 많지 않으며, 용암이 지표면 가까이 근접하면 지면이 부풀면서 용암을 분출한다. 그리고 용암이 지표면을 완전히 뚫고 나오면, 성층 화산, 또는 다른 형태의 화산이 되기도 한다.